# Biadoszek
Biadoszek – przysiółek  w Jastrzębiu Zdroju, historyczna część Ruptawy. Położony pomiędzy ul. Biadoszek i Chlebową. Funkcjonują tu Fabryka Przypraw Prymat i Kucharek oraz Przedsiębiorstwo Komunikacji Miejskiej. Na terenie dzielnicy znajdują się Pracownicze Ogródki Działkowe Radość.